# Charles Goodman Tebbutt
Charles Goodman Tebbutt, född 1860, död 1944 från Bluntisham i Cambridgeshire i England, var en brittisk bandyspelare och skridskolöpare. Han spred bandy till stora delar av Europa under slutet av 1800-talet. 
Tebbutt var en av de drivande till bildandet av den brittiska National Bandy Association 1891, som utarbetade nationella regler för sporten.
1891 introducerade Tebbutt bandy i Holland.
I februari 1894 visade han upp sporten i samband med världsmästerskapen i hastighetsåkning på skridskor i Stockholm och det första bandylaget i Sverige bildades inom Stockholms gymnastikförening.
På vägen hem från Sverige passade han på att demonstrera bandy i Köpenhamn, Danmark.
1899 introducerade Tebbutt sporten i Berlin, Tyskland.